# Championnat d'Afrique masculin de basket-ball 1974
Navigation
Sénégal 1972 Égypte 1975
Le championnat d'Afrique de basket-ball 1974 est la septième édition du championnat d'Afrique des nations. Elle s'est déroulée du 5 au 15 avril 1974 à Bangui en République centrafricaine. La République centrafricaine remporte son premier titre à domicile.

## Classement final
| Position | Équipe       | Bilan |
| -------- | ------------ | ----- |
| 1        | Centrafrique | 7v-0d |
| 2        | Sénégal      | 6v-1d |
| 3        | Tunisie      | 5v-2d |
| 4        | Cameroun     | 4v-3d |
| 5        | Togo         | 4v-2d |
| 6        | Zaïre        | 3v-3d |
| 7        | Mali         | 3v-3d |
| 8        | Tanzanie     | 2v-4d |
| 9        | Bénin        | 2v-4d |
| 10       | Somalie      | 1v-5d |